# Kroontjeskransblad
Het kroontjeskransblad (Chara braunii) is een kranswier uit de familie Characeae. De naam van de soort werd in 1826 voor het eerst geldig gepubliceerd door Samuel Gottlieb Gmelin.

## Kenmerken
De plant is klein tot middelgroot. Frisgroen tot bruingroen in de modderige bodem. Transparant en rijk vertakt. Planten zijn volledig ecocorticaat (d.w.z. zonder cortex). De hoofdassen zijn heldergroen en hebben vrijwel geen kalkaanslag. De dikte is tot 0,5 mm. De schors en stekels zijn afwezig. De takken zijn lang met 2-5 onbeschorste, enigszins opgeblazen segmenten. Het eindsegment is eencellig en vormt met 4 bracteae een 'kroontje' aan het eind van de tak. De eindcel is ongeveer even lang als de aangrenzende bracteae.
De soort is eenhuizig en rijk vruchtbare oögoniën bevinden zich boven de antheridia. De oögoniën meten tot 0,9 x 0,5 mm. De oöspore is donkerbruin of zwart
en meten tot 0,75 mm x 0,35 mm. Het oösporenmembraan is vrijwel glad. Antheridia meten tot 0,3 mm in diameter.

## Voorkomen
Het kroontjeskransblad komt zeer zeldzaam in Nederland voor. Het is met uitsterven bedreigd.

## Trivia
Chara braunii is de eerste Charophyceae waarvoor het hele genoom is gesequenced en gepubliceerd.